# Dink, der kleine Saurier
Dink, der kleine Saurier (Originaltitel: Dink, the Little Dinosaur) ist eine US-amerikanische Zeichentrickserie für Kinder, die zwischen 1989 und 1990 produziert wurde.

## Handlung
Die Serie erzählt Kinder Fakten und Geschichten über die Dinosaurier. Allerdings sind die Dinosaurier nicht ausgestorben, sondern leben in einem geheimen Ort in einem grünen Tal, das sich zwischen Nord- und Südpol befindet. Dort lebt eine Gruppe von Pflanzenfressern friedlich zusammen. Darunter befindet sich auch der kleine, intelligente und draufgängerische Dinosaurier Dink, der immer nach neuen Abenteuern sucht und sich damit auch oft in Gefahr bringt. Fleischfressende Dinosaurier tricksen die kleinen Dinos durch Geschick und Köpfchen aus.

## Produktion und Veröffentlichung
Die Serie wurde zwischen 1989 und 1990 von Hanna-Barbera Productions und Ruby-Spears Productions in den Vereinigten Staaten produziert. Dabei sind 2 Staffeln mit 21 Folgen entstanden.
Erstmals wurde die Serie am 16. September 1989 ausgestrahlt. Weitere Ausstrahlungen im deutschsprachigen Fernsehen erfolgten ebenfalls auf RTL Television, Boomerang und Junior. Zudem wurde die Serie auf VHS veröffentlicht.

## Episodenliste

### Staffel 1
| Folge (gesamt) | Folge (Staffel) | deutscher Titel                                 | Originaltitel                                      | Originalausstrahlung |
| 1              | 01              | Verbotene Früchte / Flirten will gelernt sein   | Shell Game / Shyler’s Friend                       | 16.09.1989           |
| 2              | 02              | Komm nach Hause, Dink / Weiße Schönheit         | Dink, Come Home / White Beauty                     | 23.09.1989           |
| 3              | 03              | Crustys Baby / Der liebe Jäger                  | Crusty’s Baby / The Gentle Hunter                  | 30.09.1989           |
| 4              | 04              | Das Gespenst in der Höhle / Der trockene Fluss  | Phantom Of The Cave / Dry River                    | 07.10.1989           |
| 5              | 05              | Scat Dreihorn / Flappers Streiche               | Tricera-Scat / Search                              | 14.10.1989           |
| 6              | 06              | Mutter wider Willen / Unterwegs zum Ozean       | Amber’s Crusade / Old Timers                       | 21.10.1989           |
| 7              | 07              | Onkel Langschnabel / Der Spiegelstein           | Uncle Longbeak / Surprise!                         | 28.10.1989           |
| 8              | 08              | Der Landfisch / Der Ausbruch des Feuerbergs     | The Hollow Tree / Badge Of Courage                 | 04.11.1989           |
| 9              | 09              | Der Berg der Wünsche / Crustys neues Zuhause    | Wish Mountain / Crusty’s New Home                  | 11.11.1989           |
| 10             | 10              | Der Saurierpool / Der Zauberkristall            | Small Stuff / Light’s Out                          | 18.11.1989           |
| 11             | 11              | Der unterirdische See / Das Schildkrötentreffen | Mystery Of The Broken Claw / Encounter At Flatrock | 25.11.1989           |
| 12             | 12              | Wintereinbruch / Rettung auf See                | The Sky Is Falling / Sea Rescue                    | 02.12.1989           |
| 13             | 13              | Nesträuber / Land ohne Rückkehr                 | Raiders Of The Lost Nest / Land Of No Return       | 09.12.1989           |

### Staffel 2
| Folge (gesamt) | Folge (Staffel) | deutscher Titel                                              | Originaltitel                                | Originalausstrahlung |
| 14             | 01              | Alles, was Flügel hat / Kampf mit Naturgewalten              | Scavenger / Tar Troubles                     | 15.09.1990           |
| 15             | 02              | Große Monster, kleine Monster / Eine unglaubliche Geschichte | The Honeyfruit Hero / Tall Tale              | 22.09.1990           |
| 16             | 03              | Butterblume / Eine Bestie als Retter                         | Crusty’s Reunion / Tale Of The Beast         | 29.09.1990           |
| 17             | 04              | Der rettende Steinschlag / Der große Sturm                   | Scat-ter Brained / Fraidy Scat               | 06.10.1990           |
| 18             | 05              | Die Mutprobe / Frühlingsgefühle                              | The Reluctant Head-Banger / Wrongs Of Spring | 13.10.1990           |
| 19             | 06              | Die Überschwemmung / Die letzten ihrer Art                   | Overrun / The Last Of Their Kind             | 20.10.1990           |
| 20             | 07              | Das Schlangennest / Meine Freunde, Deine Freunde             | Day Of The Snake / Rivals                    | 27.10.1990           |
| 21             | 08              | Die Herausforderung / Das Geheimnis                          | Challenge / The Secret                       | 03.11.1990           |